# Alphonse Bourquin
Pour les articles homonymes, voir Bourquin.
 (octobre 2023).
Si vous disposez d'ouvrages ou d'articles de référence ou si vous connaissez des sites web de qualité traitant du thème abordé ici, merci de compléter l'article en donnant les références utiles à sa vérifiabilité et en les liant à la section « Notes et références ».
Alphonse Bourquin, né le 11 décembre 1802 à Corcelles et mort à La Nouvelle-Orléans le 24 juillet 1837, est un révolutionnaire, militaire et vigneron de son état.

## Description
(...) Taille de 5 pieds 6 à 7 pouces, cheveux châtain clair, front haut, yeux roux, bouche moyenne, nez moyen, forte moustache brune, menton à fossette, sourcils et barbe noirs, visage rond, teint coloré, forte corpulence, marche lente, le haut du corps en avant; il parle l'allemand et le français.

## Biographie
Après un séjour en Suisse allemande, il se consacre à la vigne.
Il fait l'apprentissage des armes dans les milices de la principauté de Neuchâtel. En 1831, il devient lieutenant des carabiniers. La même année on le retrouve député au corps législatif.

## Rôle dans la révolution neuchâteloise ratée de 1831
Alphonse Bourquin est révolté par la reprise de la principauté de Neuchâtel par le roi de Prusse en 1814 après la brève appartenance Napoléonienne. Il déclare que le roi de Prusse, ayant cédé à Napoléon ses droits sur Neuchâtel en 1806, n'est pas légalement autorisé à reprendre la principauté de Neuchâtel.
Ne trouvant pas les moyens de faire une bonne réforme pour éclaircir le statut ambigu de la principauté-canton de Neuchâtel par les moyens qu'on lui donne dans l'assemblée du corps législatif, Alphonse Bourquin décide d'agir par la force.
Le 12 septembre 1831, avec d'autres républicains comme les Renards et Édouard Bovet dit-de-chine il occupe le château de Neuchâtel par les armes.
L'opération réussit sans heurts. Le Conseil d'État se retire sans résister. Mais appelle à l'aide la confédération.
Après négociation avec les soldats confédérés, les révolutionnaires acceptent à leur tour de se retirer sans résister. Surtout car, si la révolution est un succès militaire, c'est une déroute politique. Toutes les personnalités pressenties pour le nouveau gouvernement refusent cette tâche.
Le 29 septembre 1831 Alphonse Bourquin, comme les autres révolutionnaires rentrent chez eux avec la promesse d'oubli du passé et de ne pas être punis pour leur rébellion.
Cependant, à la suite de rumeurs d'un nouveau complot républicain, Alphonse Bourquin est mis hors-la-loi par les autorités le 30 novembre 1831. Bourquin s'enfuit donc hors des frontières cantonales et organise une nouvelle expédition.
Le 17 décembre 1831, c'est avec 300 hommes qu'il franchit la frontière cantonale. Il est attendu par les troupes royalistes qui attaquent à dix contre un et mettent en déroute l'expédition.
De nombreux révolutionnaires sont emprisonnés, mais Alphonse Bourquin réussit à s'échapper avant. C'est le début d'une cavale qui le mène du canton de Vaud à Besançon, puis au Brésil en 1835 et enfin à La Nouvelle-Orléans où il meurt le 24 juillet 1837.

## Sources d'archives
Dans le fonds d'archives COURVOISIER conservé aux Archives de l'État de Neuchâtel on trouve des lettres de la main d'Alphonse Bourquin.